# Lavelle
Lavelle es un lugar designado por el censo ubicado en el condado de Schuylkill en el estado estadounidense de Pensilvania. En el Censo de 2010 tenía una población de 742 habitantes y una densidad poblacional de 408,02 personas por km².

## Geografía
Lavelle se encuentra ubicado en las coordenadas 40°45′44″N 76°23′13″O / 40.76222, -76.38694. Según la Oficina del Censo de los Estados Unidos, Lavelle tiene una superficie total de 2.93 km², de la cual 2.93 km² corresponden a tierra firme y (0%) 0 km² es agua.

## Demografía
Según el censo de 2010, había 742 personas residiendo en Lavelle. La densidad de población era de 408,02 hab./km². De los 742 habitantes, Lavelle estaba compuesto por el 98.92% blancos, el 0% eran afroamericanos, el 0.13% eran amerindios, el 0.13% eran asiáticos, el 0% eran isleños del Pacífico, el 0.67% eran de otras razas y el 0.13% pertenecían a dos o más razas. Del total de la población el 0.67% eran hispanos o latinos de cualquier raza.